# Yang Liujing
Yang Liujing (* 22. August 1998) ist eine chinesische Geherin. 2019 gewann sie die Bronzemedaille bei den Weltmeisterschaften in Doha.

## Sportliche Laufbahn
Yang Liujing bestritt im Jahr 2013 ihre ersten Wettkämpfe im Gehen gegen die nationale Konkurrenz. Zwei Jahre später bestritt sie ihren ersten internationalen Wettkampf und konnte das U18-Rennen über 10 km im Rahmen der Lugano Trophy in der Schweiz gewinnen. 2018 bestritt sie ihre ersten Wettkämpfe über die 20-km-Distanz und stellte im September bei ihrem Sieg bei den Offenen Chinesischen Meisterschaften mit 1:29:31 h eine Bestzeit auf. Im Mai nahm sie in der Heimat an den Geher-Team-Weltmeisterschaften teil. Im Einzelrennen belegte sie den 40. Platz und kam damit nicht in die Wertung der drei schnellsten chinesischen Athletinnen, die die Goldmedaille gewinnen konnten. 2019 stellte Yang im März mit 1:27:15 h eine neue persönliche Bestleistung auf und qualifizierte sich damit für die Weltmeisterschaften Ende September in Doha. Anfang September wurde sie Chinesische Vizemeisterin. Bei den Weltmeisterschaften benötigte sie 1:33:17 h für die 20-km-Distanz und konnte damit, bei ihren ersten internationalen Einzelmeisterschaften im Erwachsenenbereich, die Bronzemedaille gewinnen. Die chinesischen Athletinnen konnten bei den schwierigen Hitze- und Luftfeuchtigkeitsbedingungen in Katar den kompletten Medaillensatz gewinnen. 2021 stellte Yang mit 1:25:59 h eine neue Bestzeit auf, verpasste allerdings als damit Fünftplatzierte der Chinesischen Meisterschaften die Teilnahme an den Olympischen Sommerspielen in Tokio. Zwei Jahre später gewann sie die Silbermedaille bei den chinesischen Meisterschaften über 20 km. Im Juli 2023 konnte sie über diese Distanz die Goldmedaille bei den Asienmeisterschaften in Bangkok gewinnen.

## Wichtige Wettbewerbe
| Jahr                            | Veranstaltung                   | Ort                             | Platz                           | Disziplin                       | Weite                           |
| Startet für Volksrepublik China | Startet für Volksrepublik China | Startet für Volksrepublik China | Startet für Volksrepublik China | Startet für Volksrepublik China | Startet für Volksrepublik China |
| ------------------------------- | ------------------------------- | ------------------------------- | ------------------------------- | ------------------------------- | ------------------------------- |
| 2019                            | Weltmeisterschaften             | Doha                            | 3.                              | 20 km Gehen                     | 1:33:7 h                        |
| 2023                            | Asienmeisterschaften            | Bangkok                         | 1.                              | 20 km Gehen                     | 1:32:37 h                       |

## Persönliche Bestleistungen
Freiluft
- 10.000-m-Bahngehen: 46:25,37 min, 24. Oktober 2015, Fuzhou
- 10-km-Gehen: 43:22 min, 17. April 2022, Hangzhou
- 20-km-Gehen: 1:25:59 h, 20. März 2021, Huangshan